# Federico Luzzi
Federico Luzzi (ur. 3 stycznia 1980 w Arezzo, zm. 25 października 2008 we Florencji) – włoski tenisista, reprezentant w Pucharze Davisa.

## Kariera tenisowa
Urodzony w rodzinie lekarza i nauczycielki muzyki, treningi tenisowe rozpoczął w wieku 3 lat; był zawodnikiem praworęcznym, z bekhendem jednoręcznym. Należał do europejskiej czołówki juniorskiej, sięgał po mistrzostwo Europy i świata do lat 14 oraz mistrzostwo Europy do lat 16, był również półfinalistą juniorskiej edycji międzynarodowych mistrzostw Włoch.
Jako zawodowiec występował od 1999, ale zazwyczaj na szczeblu ATP Challenger Tour. Wygrał trzy turnieje tej rangi – w 2001 w Bombaju i Brindisi, w 2007 w Cherbourgu. W styczniu 2004 wygrał też dwa turnieje jeszcze niższej rangi ("Futures") w USA. W rozgrywkach ATP World Tour debiutował w 1998 w Palermo (porażka w I rundzie z Squillarim). W 2001 był w ćwierćfinale turnieju ATP World Tour w Barcelonie, a także w III rundzie (1/8 finału) Italian Open; przed własną publicznością pokonał wyżej notowanych Francuza Clémenta i Marokańczyka Araziego. W 2000 osiągnął ponadto 1/8 finału turnieju w Kitzbühel. Odnotował w karierze zwycięstwa (poza wymienionymi wyżej) m.in. nad Leanderem Paesem, José Acasuso, Juanem Mónaco, Fernando Vicente, Guillermo Corią, Àlexem Corretją, Janko Tipsareviciem, Agustínem Calleri, Dominikiem Hrbatým, Jürgenem Melzerem, Jérôme Haehnelem, Mario Ančiciem. Pięciokrotnie wystąpił w turniejach wielkoszlemowych, raz awansując do II rundy (Australian Open 2006). Najwyżej sklasyfikowany w grze pojedynczej został w lutym 2002, na 92. miejscu światowego rankingu. W deblu udzielał się rzadziej, zdołał wygrać jedne zawody ATP Challenger Tour w parze z rodakiem Daniele Braccialim (Wrexham 2003). Zarobki zawodowe Luzziego przekroczyły nieznacznie pół miliona dolarów amerykańskich.
Cztery razy wystąpił we włoskiej reprezentacji w Pucharze Davisa. Debiutował w kwietniu 2001, pokonując po pięciosetowej walce Fina Ville Liukko (6:4, 7:6, 4:6, 3:6, 14:12); mecz trwał cztery godziny i 35 minut, co stanowi rekord długości pojedynku w historii reprezentacji Włoch. We wrześniu tegoż roku w walce o grupę światową – najwyższą klasę rozgrywek Pucharu Davisa – nie sprostał Chorwatom Ivanowi Ljubičicowi oraz Goranowi Ivaniševiciowi. Ponadto w 2007 Luzzi pokonał Luksemburczyka Laurenta Brama.
Karierę Luzziego ograniczyła kontuzja ramienia (w 2002) i inne dolegliwości zdrowotne. Głośniejszą przyczyną nieobecności Włocha na kortach była jednak nałożona na niego w 2008 200–dniowa dyskwalifikacja, związana z udziałem w sportowych zakładach hazardowych (jednocześnie tenisistę ukarano grzywną w wysokości 50 tysięcy dolarów). Jesienią 2008 Luzzi powrócił do sportowej rywalizacji, zmarł jednak nagle 25 października 2008, dotknięty gwałtownie postępującą białaczką.